# 氪星石
氪星石（英語：Kryptonite，又稱氪石）是一種存在於DC漫畫的虛構礦物。

## 歷史
初次登場於1943年6月的廣播劇《超人歷險記》中，首次出現在漫畫裡則是1949年11月的《超人》第61期。
女超人和超人的故鄉氪星深層具有大量氪星石。它在不同温度下可變成不同顏色。這礦物一直不為人知，直至在氪星爆炸而令它們隨着女超人的飛船到達地球，才為人所知悉。

## 特點
- 可改變氪星人身體或性格
- 可令普通人擁有不同的超能力

## 對氪星人的影響

### 綠色
失去超能力並變得軟弱無力，嚴重可昏迷甚致致命，亦可在被電擊中及與凡人有身體接觸後交換能力。

### 紅色
令性格上的陰暗面控制思想及行動，會使接觸者呈現出完全相反的人格。

### 藍色
除去紅色氪石的效果。在超人前傳中，會失去超能力。

### 黑色
令氪星人（或其他外星物種）的內心善与惡一分為二，以實體出現善惡的自己。

### 金色
首次登场于Adventure Comics #299（1962 年 8 月）。受原子辐射影响的氪石，令氪星人永久失去超能力。然而，在危机后的故事中，它只是暂时移除氪星人的力量。
《超人：明日之人的命运》最后也出现了金色氪石，暗示超人通过被金色氪石照射成为普通人，和露易丝组建家庭，但是其子乔纳森依旧能够用手将炭变成钻石，设定并没有改变，维持了暂时移除氪星人的力量。

### 銀色
使氪星人性情變得疑神疑鬼、緊張兮兮，對別人不信任，會產生幻覺，也容易生氣暴怒。

### 其他
漫畫中還有X氪石，粉紅氪石，銀色氪石等等版本，但很少出現。

## 其他媒體

### 電視劇
- 《超人前传》
  - 本作登場的氪星石被設定成除了讓克拉克痛苦虛弱外，還可以被人類吸收而產生超能力，但性格同時也會變得殘暴兇惡。
- 《女超人》
- 《閃電俠》
- 《綠箭俠》

### 電影
- 《超人》
- 《超人III》
- 《超人再起》
- 《蝙蝠俠對超人：正義曙光》
  - 雷克斯·路瑟發現氪星石可以對氪星人造成傷害，於是處心積慮想得到它，但最後被蝙蝠俠搶走，並被他打造成氪石矛和三枚煙霧彈用來對付超人。

## 趣事
在塞爾維亞發現的一種礦石亞達爾礦石（Jadarite），化學公式—氫氧化鈉鋰硼矽酸鹽（sodium lithium boron silicate hydroxide），發現竟與電影中被雷克斯·路瑟（Lex Luthor）偷取的那塊『氪石』盒子上的化學名相同，成分極其接近。